# Cisma acacià
El cisma acacià va ser una ruptura entre les esglésies cristianes d'orient i occident, que va tenir lloc a Constantinoble el 482, durant el regnat de l'emperador Zenó, i que acabaria el 519, amb Justí I.
Es pot considerar el primer cisma entre les esglésies oriental (Constantinoble) i occidental (Roma). Va ser el resultat d'una deriva dels líders de la cristiandat oriental cap al monofisisme, i l'intent fracassat de l'emperador Zenó de conciliar les parts amb el document anomenat Henoticó, inspirat per Acaci, patriarca de Constantinoble, d'on prové el nom.